# Ulla Bülow Lemvigh-Müller Koppel
Ulla Bülow Lemvigh-Müller Koppel (født 18. marts 1948) er en dansk skuespiller, der har spillet på både teater og i film, men i de senere år på grund af sygdom i højere grad har udtrykt sig i billedkunst. Inden hun blev gift, var hun kendt som Ulla Lemvigh-Müller og senere har hun ofte optrådt som Ulla Koppel.

## Karriere
Ulla Koppel voksede op i et hjem med klaver og sang, og derfra stammer hendes kærlighed og kendskab til musik og sange af alle slags. Musik skulle ikke bare synges og spilles, men også danses, og hun tilbragte meget af sin barndom og ungdom i træningslokalet hos Kjellsons på Godthåbsvej. 
Da hun hørte Jørgen Reenbergs digtoplæsninger i radioen, åbnede også skuespillet og ordene sig for hende, og via amatørteater blev hun optaget på Odense Teaters elevskole, men stoppede der efter kun et år, da hun opfattede skolen som gammeldags og autoritær. I stedet kom hun på Svalegangen i Århus, og snart efter debuterede hun som filmskuespiller i filmen Jeg elsker blåt fra 1968. I 1969 blev hun gift med Anders Koppel fra Savage Rose og fik inden for få år tre børn med ham, Sara, Marie og Benjamin. 
Efter de tre fødsler vendte hun i begyndelsen af 1970'erne tilbage til scenen, og hun kom med i Solvognen, hvor hun var med til at opsætte forestillingen Købmandsliv i den Grå Hal på Christiania. Hun var også i dette årti aktiv i teatergrupper som Comedievognen og Skifteholdet, lige som hun spillede med i flere film og havde en stor rolle som Adolfine i tv-serien Fiskerne. På et tidspunkt dannede hun revygruppen 4 x Rita, der havde stor succes med mere end 600 opførelser af tre forskellige forestillinger med musik, satire og sort humor.
Senere optrådte hun solo i selvskrevne shows på blandt andet Café Liva i København. Anmelderen Jens Kistrup skrev om Nem Husholdning fra 1984: ”Hun er et nydelsesmiddel!”. Ligeledes optrådte hun med lyrikforestillinger, hvor hun med musikledsagelse fremsagde digte fra mange lande. " Fra den hvide verden","Atlas" , " Det regner i hele verden" samt "Under himlens tag".
I 1980'erne fik Ulla Koppel også mulighed for at være instruktør, blandt andet i Bøssehuset på Christiania med Jean Genets Stuepigerne i 1982 og Panizzas Kærlighedskoncilet i 1991. Også på Københavns andre teatre satte hun en stribe forestillinger op, ofte bygget på tekster, som hun selv skrev eller redigerede. Anmelderen Lise Garsdal beskrev opsætningen af Sidsel Falsig Pedersens En Hel Dags Kærlighed i 1998 som ”koldt og klart kildevand ned ad ryggen, filtreret for sentimentalitet og forsødende medlidenhed”, og om Tingeltangel på Krudttønden i 2002, der handlede om to af Dada-bevægelsens hovedskikkelser, skrev Søren Vinterberg: ”intenst og intelligent, vittigt og sørgmodigt, to bevægende menneskeskæbner og deri en snart hundredårig kunstnerisk bevægelse, der er mere kompromisløst ”moderne” end det meste nutidige”. 
Samarbejdet med ægtemanden Anders Koppel har udmøntet sig i kantater, sange, opera (Rebus, 2000) og senest i en række børnesange, Efter skoletid. 
Ulla Koppel har i de senere år fået konstateret sclerose, der langsomt er taget til, men sygdommen har ikke formået at lægge en dæmper på hendes aktiviteter. Den har dog betydet, at hun har været nødt til at udtrykke sig på mere stillesiddende måde. Hun er således begyndt at arbejde med billedkunst og har udstillet på flere gallerier. Hendes billeder og figurer udtrykker humor, energi, engagement og livsglæde

## Filmografi
- Jeg elsker blåt (1968)
- Stille dage i Clichy (1970)
- Den forsvundne fuldmægtig (1971)
- Smil mand! (1972)
- Afskedens time (1973)
- Nyt legetøj (1977)
- Fiskerne (1977)
- Terror (1977)
- Vejen til byen (1978)
- Cirkus Casablanca (1981)